# Mother Earth (journal)

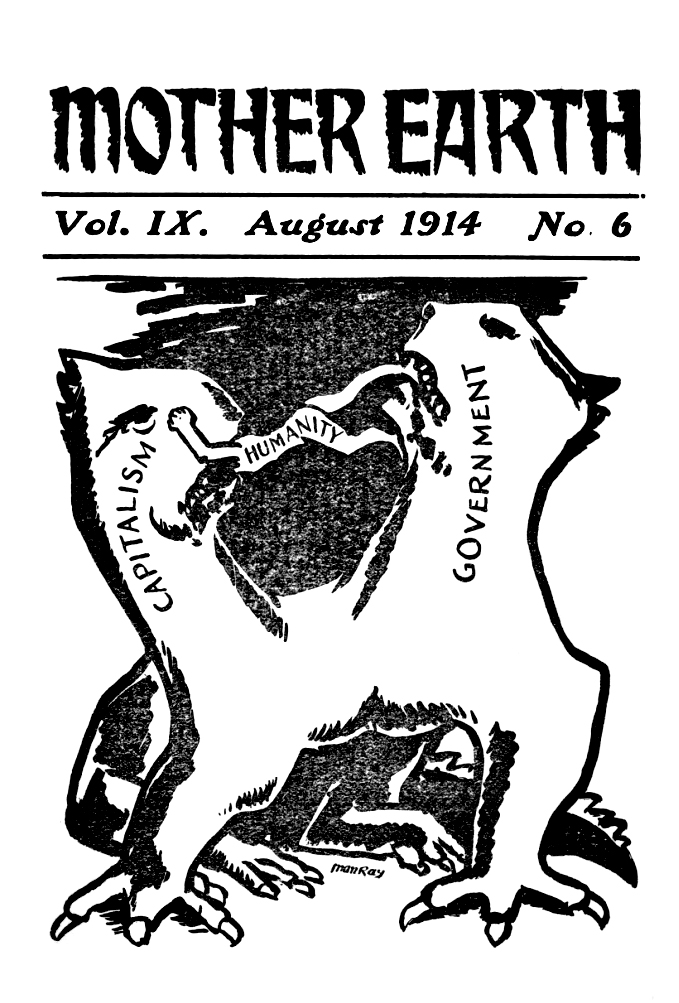
Livraison d'août 1914.

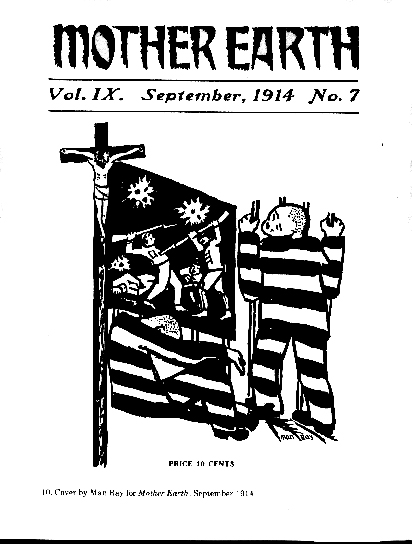
Livraison de septembre 1914.

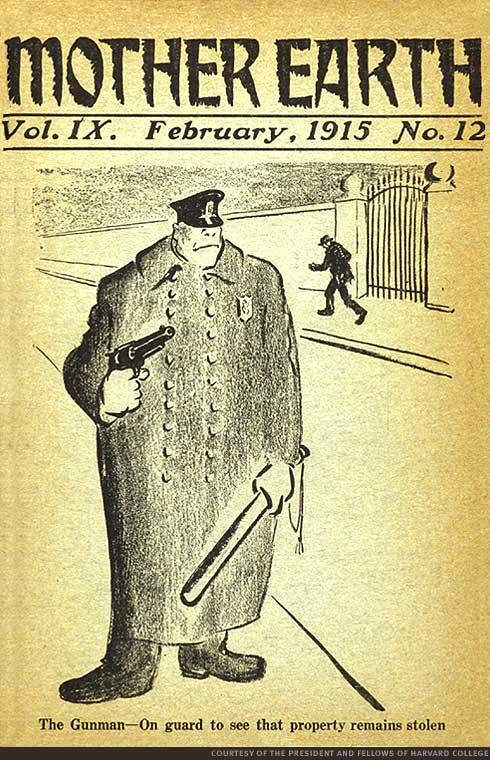
La livraison de février 1915.

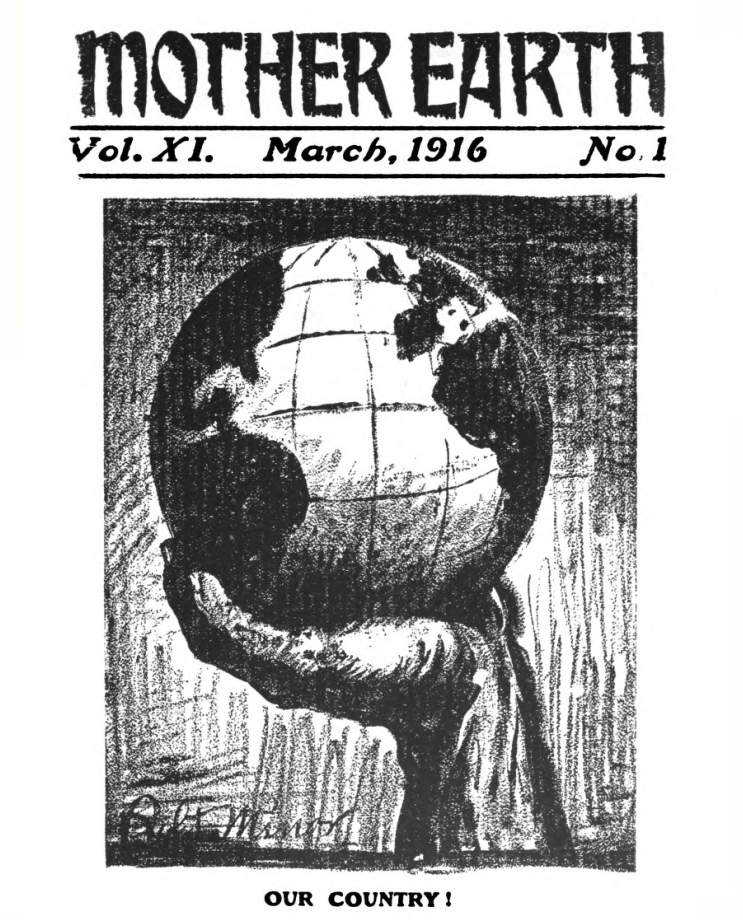
Livraison de mars 1916, Robert Minor, « Notre pays (c'est la Terre entière) ».

Mother Earth est un journal anarchiste américain se présentant lui-même comme un « mensuel dédié aux sciences sociales et à la littérature » et édité par Emma Goldman de 1906 à août 1917, relayé ensuite du fait de la censure liée à la guerre, par un Bulletin (Mother Earth Bulletin) d'octobre 1917 à avril 1918,.
Alexandre Berkman en est également éditeur de 1907 à 1915.

## Histoire
Le mensuel publie de longs articles sur différents sujets, traitant du mouvement ouvrier, d'éducation, de littérature, d'art, d'émancipation des femmes ou encore de libération sexuelle et de contraception.
En 1917, Mother Earth s'oppose ouvertement à l'entrée des États-Unis dans la Première Guerre mondiale et appelle à désobéir à la conscription. Le 15 juin 1917, le congrès vote l'Espionage Act of 1917 qui punit les ingérences à la politique étrangère et l'espionnage. La loi instaure une peine de prison de vingt ans pour quiconque s'oppose à l'appel militaire ou encourage la « trahison » envers le gouvernement américain. Goldman et Berkman continuent tout de même à militer contre la conscription, le bureau de Goldman est alors perquisitionné. Des archives et les listes d'abonnés du journal, ainsi que celles du journal de Berkman The Blast, sont saisies. Comme le confirme ce communiqué du département de la Justice des États-Unis :
« Un wagon rempli d'archives anarchistes et de matériel de propagande a été saisi, y figure également ce qui semble être le registre complet des sympathisants de l'Anarchie aux États-Unis. Des fiches parfaitement conservées ont été retrouvées. Les agents fédéraux sont persuadés qu'elles vont grandement faciliter leur travail d'identification des personnes mentionnées dans les archives de livres et de presse. Les listes d'abonnés du Mother Earth et de The Blast, qui contiennent environ 10 000 noms, ont également été saisies. »
Mother Earth devient un mensuel jusqu'en août 1917. Berkman et Goldman sont ensuite reconnus coupables d'avoir violé l'Espionage Act of 1917 et expulsés vers la Russie.
Entre 1913 et 1918, Mother Earth  publie un Bulletin et sous la désignation Mother earth publishing association, la revue édite également de nombreux ouvrages.
Amie de Goldman, la féministe polonaise Eva Kotchever, future fondatrice du café Eve's Hangout de New York, vendra le journal dans tous les États-Unis avec sa partenaire Ruth Norlander.

## Publications
Sélection
- Pierre Kropotkine, Modern science and anarchism, New York, Mother Earth, 1908, 94 p., notice CIRA.
- Emma Goldman, Francisco Ferrer, Hippolyte Havel, Anarchism and Other Essays, New York, Mother Earth, 1910, 277 p., notice CIRA.
- Voltairine de Cleyre, Selected works, New York, Mother Earth, 1914, 480 p., notice CIRA.
- Emma Goldman, La vérité sur les bolcheviks, Mother Earth, 1918, texte intégral.
- Alexandre Berkman, Prison memoirs of an anarchist, New York, Mother earth publishing association, 1920, (BNF 35106606).

## Contributeurs
Liste partielle des contributeurs à Mother Earth
- Margaret Caroline Anderson
- Alexander Berkman
- Georg Brandes
- Louise Bryant
- Voltairine de Cleyre
- Padraic Colum
- Will Durant
- Francisco Ferrer Guardia
- Ricardo Flores Magón
- William Z. Foster
- Emma Goldman
- Maxime Gorky (translated by Alice Stone Blackwell)
- Ben Hecht
- Robert Henri
- Pierre Kropotkine
- Errico Malatesta
- Max Nettlau
- Eugene O'Neill
- Élisée Reclus
- Lola Ridge
- Rudolf Rocker
- Margaret Sanger
- Léon Tolstoï
- Adolf Wolff
- Max Baginski[8]
- Hippolyte Havel[9]

## Articles traduits en français
- « L’Internationaliste », National Atavism, Mother Earth, no 1, mars 1906, texte intégral, texte intégral.
- Emma Goldman, La tragédie de l'émancipation féminine, Mother Earth, no 1, mars 1906[10].
- Voltairine de Cleyre, De l'action directe, texte d'une conférence de 1912 traduit, annoté et présenté par Yves Coleman, Mother Earth, 1912, texte intégral.
- Emma Goldman, La préparation militaire nous conduit tout droit au massacre universel, Mother Earth, vol. X, no 10, décembre 1915, texte intégral.
- Emma Goldman, La vérité sur les bolcheviks, Mother Earth, 1918, texte intégral.